# WPG Uitgevers
WPG Uitgevers is een zelfstandige Nederlandse uitgeverij van boeken en tijdschriften. De naam is een afkorting van Weekblad Pers Groep en de aandelen zijn eigendom van de Stichting Weekbladpers.

## Geschiedenis
In 2008 werd de Vlaamse uitgever Koen Clement CEO. In 2010 nam WPG de Belgische Standaard Uitgeverij over.
In 2013 voerde Clement een reorganisatie door met verkoop van activa, afvloeien van werknemers en verzelfstandigen van uitgeverijen. Zo werden in 2014 vier literaire uitgeverijen, waaronder De Arbeiderspers en Em. Querido's Uitgeverij, van de hand gedaan en werden ook de grachtenpanden die WPG bezat verkocht. De volwassentak van Querido werd verkocht aan Singel Uitgeverijen, maar Querido Kind bleef onderdeel van WPG. In 2016 bedroeg de omzet € 136 miljoen met een nettoverlies van € 2,5 miljoen.
In 2016 was er een rel bij De Bezige Bij toen deze uitgeverij besloot een boek te publiceren van Dyab Abou Jahjah, de gewezen voorman van de Arabisch-Europese Liga. Enkele andere schrijvers die verbonden waren met De Bezige Bij protesteerden heftig en dreigden met vertrek.
In juni 2017 had WPG Uitgevers 465 medewerkers. In september 2017 vertrokken het uitgeefteam en dertig kinderboekauteurs bij Querido Kind uit onvrede met de plannen van WPG met Querido Kind. In diezelfde maand werd de tak WPG Uitgevers België verzelfstandigd via een managementbuy-out vanwege onvoldoende synergie met de Nederlandse tak. Die nieuwe eenheid werd hernoemd tot Standaard Uitgeverij met de imprints Manteau, Davidsfonds & M-Books. De band met Nederland bleef wel behouden door vertegenwoordiging van De Bezige Bij en AW Bruna in Vlaanderen.
In juli 2018 verkocht WPG de Nederlandse uitgaven van de tijdschriften Runner's World en Bicycling aan Hearst Nederland. In 2019 werd Voetbal International verkocht.
In 2019 behaalde WPG Uitgevers een omzet van ruim € 96 miljoen. De nettowinst was € 6,5 miljoen, maar dit was vooral te danken aan de verkoop van Voetbal International, deze transactie leverde € 6 miljoen winst op. In 2018 was de winst van WPG Uitgevers € 3,1 miljoen.
Medio 2022 werd de koop van Xander Uitgevers bekend gemaakt. Xander Uitgevers blijft binnen WPG een zelfstandige entiteit en Sander Knol blijft aan als directeur en uitgever van Xander Uitgevers. De uitgeverij blijft in Haarlem gevestigd. Xander Uitgevers werd in 2012 gestart en telde in 2022 10 medewerkers. Het geeft jaarlijks zo'n 80 nieuwe titels uit in print en digitaal. Dit zijn romans, thrillers, (auto)biografieën en non-fictie van auteurs als Lucinda Riley, Kiki van Dijk, Anne Jacobs, Bill Gates, The Rolling Stones en Pierre Lemaitre.
Vanaf 4 januari 2023 is Wiet de Bruijn aangesteld als nieuwe interim algemeen directeur. Hij volgde René Witzel op, die een paar dagen daarvoor zijn functie had neergelegd.
Korte tijd later werd een strategische wijziging aangekondigd. WPG Uitgevers gaat zich focussen op het uitgeven van boeken, luisterboeken en podcasts. In dit kader werd op 4 juli 2023 Uitgeverij Zwijsen verkocht aan de Duitse uitgever Klett Gruppe. Zwijsen is met name actief in de educatieve markt. In september volgde de verkoop van de  magazinemerken Happinez, Yoga by Happinez en Psychologie Magazine. Samen behaalden deze drie bladen een omzet van ongeveer € 12 miljoen en er werkten 35 voltijdsmedewerkers op het moment van de overname. De koper is de Nederlandse tak van de van oorsprong Belgische uitgever Roularta Media Group. Per 1 april 2024 werd Sander Heijne benoemd tot de nieuwe hoofdredacteur van Vrij Nederland. Vrij Nederland wordt verzelfstandigd, waarbij Stichting Weekbladpers voor 100% aandeelhouder van Vrij Nederland B.V. blijft. In nauwe samenwerking met Pakhuis de Zwijger wil Vrij Nederland een onafhankelijk mediahuis oprichten.
In het voorjaar van 2024 waren er geruchten dat een fusie aanstaande zou zijn tussen Veen Bosch & Keuning Uitgeversgroep (VBK) en WPG Uitgevers. De directeuren van beide uitgevers ontkenden dat er concrete plannen zijn voor een fusie, wel dat er gesprekken gaande zijn, maar dat daar altijd sprake van is tussen grote uitgeverijen.

## Activiteiten
Hieronder een overzicht van voormalige en actuele activiteiten.
WPG Uitgevers omvat onder meer de volgende uitgeverijen:
- A.W. Bruna Uitgevers
- De Bezige Bij
- Leopold
- Uitgeverij Thomas Rap
- Querido Kind
- Xander Uitgevers
- Uitgeverij Zwijsen (verkocht)

WPG Kindermedia omvat de volgende uitgeverijen:
- Uitgeverij Condor
- Uitgeverij Leopold
- Uitgeverij Ploegsma (sinds 2002 onderdeel van WPG)
- Uitgeverij Witte Leeuw

WPG Media, uitgever van onder meer volgende tijdschriften:
- Vrij Nederland (verzelfstandigd)
- Psychologie Magazine (verkocht)
- Happinez (verkocht)
- Yoga Magazine (verkocht)